# Weiler in der Ebene
Weiler in der Ebene ist ein Stadtteil von Zülpich im Kreis Euskirchen, Nordrhein-Westfalen. Ortsvorsteherin ist Daniela Pilz (Stand Juli 2023).

## Lage
Weiler in der Ebene, ein einzeiliges Straßendorf, liegt in der Jülich-Zülpicher Börde nordöstlich von Zülpich, an drei Seiten umschlossen vom Kreis Düren und dem Rhein-Erft-Kreis. Durch seinen Namenszusatz wird es von Weiler am Berge unterschieden. Nachbarorte sind Rövenich, Disternich im Kreis Düren, Erp und Scheuren aus der Stadt Erftstadt im Rhein-Erft-Kreis. Durch den Ort verläuft die Bundesstraße 265.

## Geschichte
Möglicherweise ist Weiler in der Ebene aus einem fränkischen Herrenhof mit Kapelle entstanden. Weiler („Wylre“ oder „Wirle“) wird von Anfang an als freies Gut (d. h. steuerfrei und wohl immer in Adelsbesitz) im kölnischen Amt Zülpich geführt.
Die Höfe Krewel und Böhling bilden nach wie vor den baulichen und historischen Kern des Ortes.

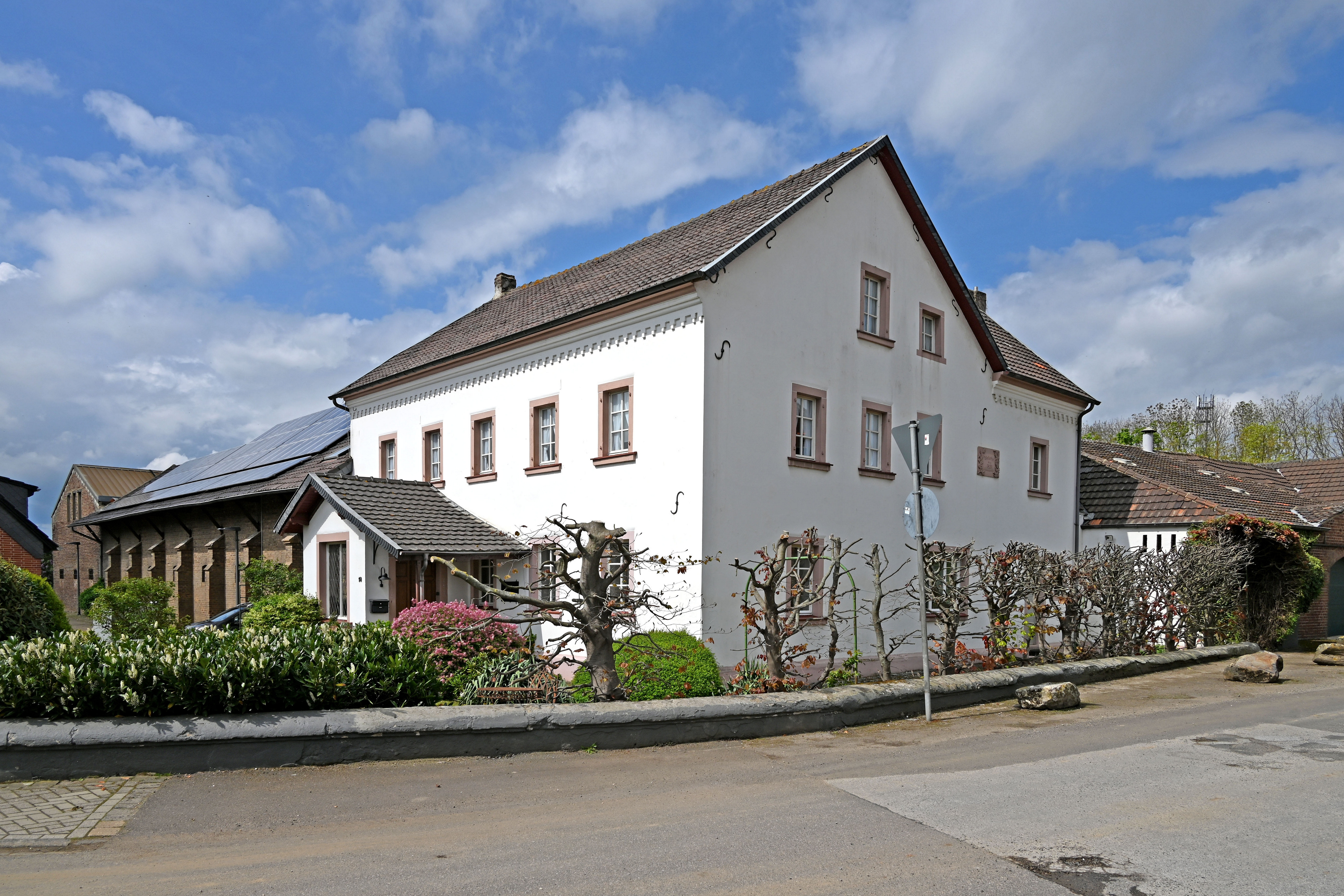
Hof Böhling, Weilerhof 1820
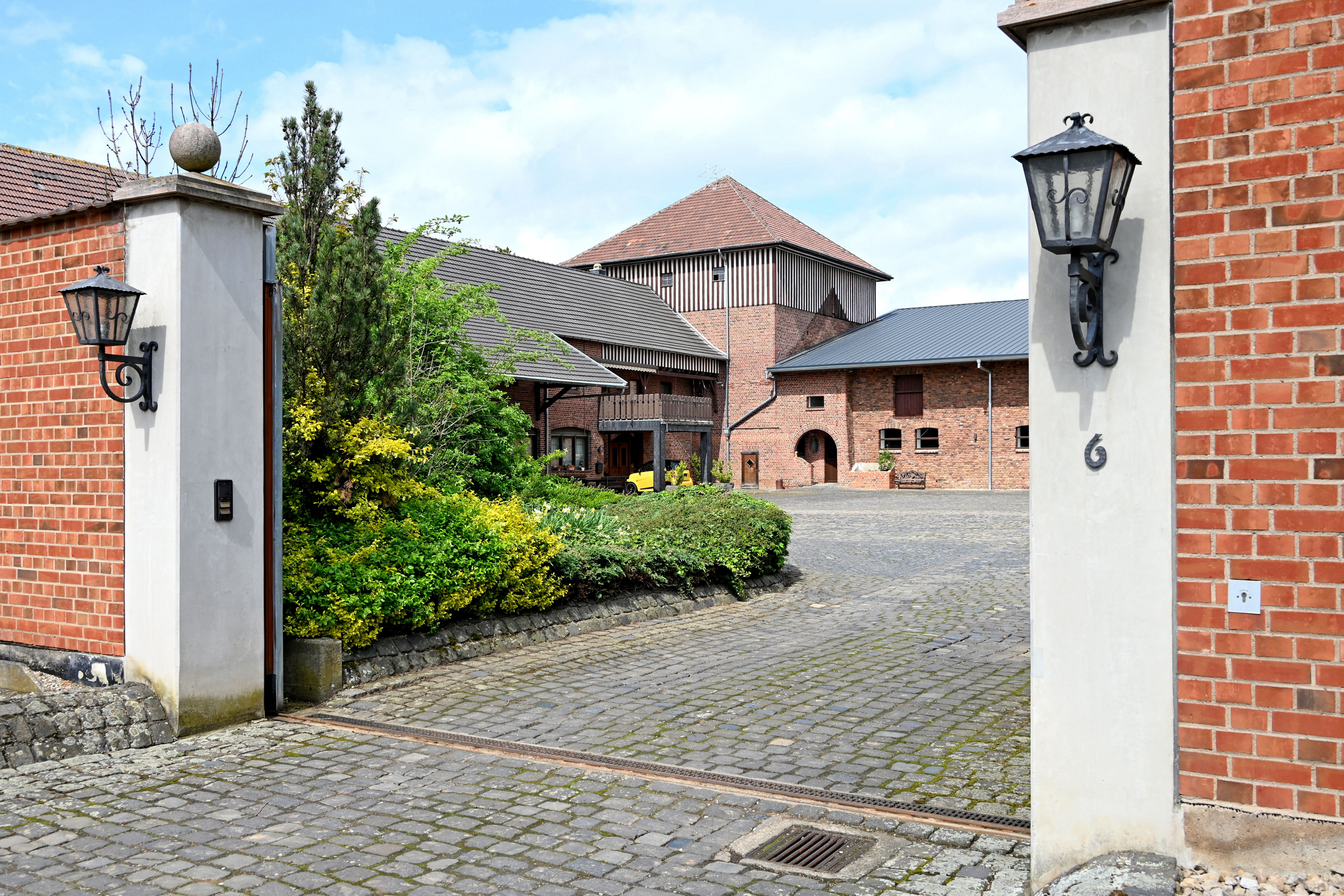
Hof Krewel

Am 1. Juli 1969 wurde Weiler in der Ebene nach Zülpich eingemeindet.

## Kirche

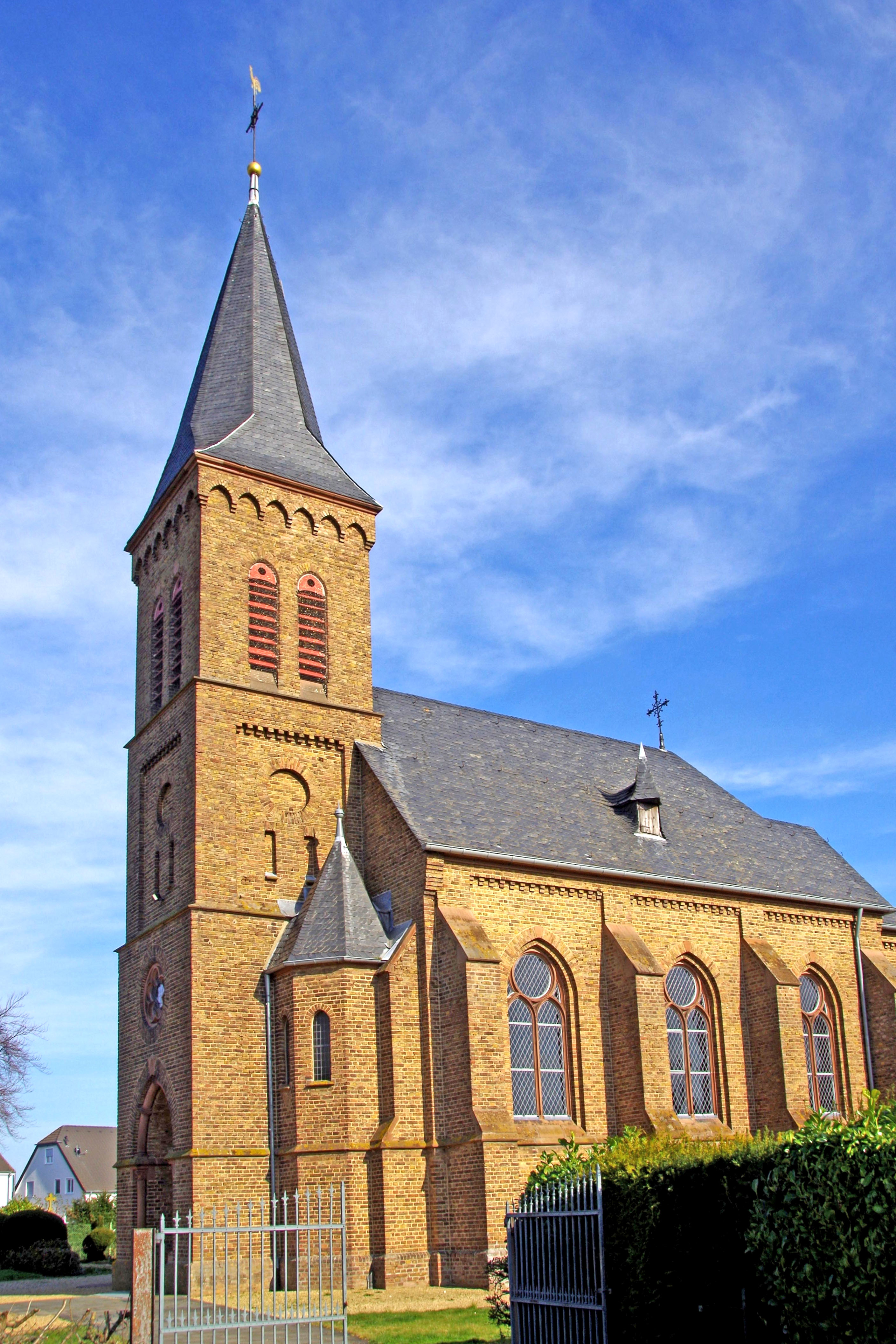
St. Ulrich und Petronella von Westen

1462 wird eine St. Ulrichs-Kapelle genannt. Die Kapellengemeinde gehörte damals zur Pfarrkirche St. Martin in Zülpich. Ab 1543 wird Weiler als ein zur Pfarre Erp gehörendes Rektorat genannt. Von 1803 bis 1809 war Weiler eine selbständige Pfarrgemeinde, wurde dann erneut abhängiges Rektorat der Pfarrgemeinde Erp. Seit der Neuordnung gehört Weiler zum Seelsorgebereich Erftstadt – Börde. Pfarrpatronin ist die heilige Petronella.
1891 wurde die heute noch bestehende Kirche anstelle der Ulrich-Kapelle errichtet. Es handelt sich um eine dreijochige Backstein-Saalkirche mit eingezogenem Polygonchor, niedrigen Sakristeibauten in den Chorwinkeln, dreigeschossigem Westturm und polygonalen Treppentürmchen im südlichen Turmwinkel. Die sparsamen Details des Außenbaues wurden teilweise in Rotsandstein errichtet. Das Äußere der Kirche ist gegliedert durch spitzbogige, am Langhaus mit einfachem Maßwerk versehenen Fenstern, in flachen Rechteckblenden zwischen abgetrennten Strebepfeilern. Das Fenster in der Mitte zeigt als Patron und Patronin St. Ulrich und St. Petronella. Links ist die Hochzeit zu Kana und rechts die Schlacht auf dem Lechfeld abgebildet.

## Schule
Der erste Schulbetrieb kann für Weiler ab dem Jahre 1801 nachgewiesen werden. Ab 1831 ist ein Schulsaal bekannt. Der Bau des ersten Schulgebäudes wurde 1869 beschlossen. 1964 wurde eine zweiklassige Schule eingeweiht, die bis zur kommunalen Neuordnung, 1968 genutzt wurde. Der Baukomplex mit Turnhalle wurde von dem in Weiler geborenen Architekten Prof. Zimmermann aus Köln entworfen und umgesetzt.

## Verkehr
Der Ort liegt im Verbundraum des Verkehrsverbundes Rhein-Sieg (VRS). Die Buslinie 979 der Rhein-Erft-Verkehrsgesellschaft (REVG) verbindet Weiler mit Zülpich und Erftstadt. In Tagesrandlage enden Fahrten der Linie 811 (als TaxiBusPlus im Bedarfsverkehr) in Weiler. Zusätzlich verkehren an Schultagen einzelne Fahrten der Buslinien 807, 974 und 984.
| Linie | Betreiber | Verlauf |
| ----- | --------- | --- |
| 807   | RVK       | Euskirchen Bf – Frauenberg – Oberwichterich / (← Oberelvenich ← Rövenich ← Niederelvenich) – Wichterich – Mülheim – Niederberg – Borr – (Scheuren ← Weiler in der Ebene ← Erp ←) Friesheim – Ahrem – Lechenich – Frauenthal – Liblar – Erftstadt Bf |
| 811   | RVK       | MiKE: Mechernich Bf – Mechernich Stiftsweg – Kommern – Gehn – (Virnich –) Schwerfen – Bürvenich – Eppenich – Langendorf – Juntersdorf – Zülpich Frankengraben – Zülpich Bf                                                                          |
| 974   | REVG      | Stadtverkehr Erftstadt |
| 979   | REVG      | Hürth-Hermülheim (Stadtbahn) – Liblar – Erftstadt Bf – Frauenthal – Lechenich – (Ahrem → Friesheim →) Erp (– Weiler in der Ebene – Zülpich) |
| 984   | RVK       | Swisttal / Erftstadt / Zülpich – Weilerswist |

## Vereine
- Freiwillige Feuerwehr der Stadt Zülpich, Löschgruppe Weiler in der Ebene, gegründet 1924
- Sportverein TUS Weiler in der Ebene, gegründet 1964